# Mark Nathan Cohen
Mark Nathan Cohen es un antropólogo americano  y un profesor en la Universidad Estatal de Nueva York. Tiene un bachiller universitario en letras de la Universidad de Harvard (1965) y un Philosophiæ doctor en antropología (Universidad de Columbia, 1971). Sus áreas de investigación y enseñanza incluyen la evolución humana y la historia demográfica, la evolución cultural, la biología, el cuidado médico y la antropología forense. Ha escrito varios libros en el campo del crecimiento de la población y la expectación de vida.